# Bicellariella bonsai
Bicellariella bonsai är en mossdjursart som beskrevs av Florence, Hayward och Gibbons 2007. Bicellariella bonsai ingår i släktet Bicellariella och familjen Bugulidae. Inga underarter finns listade i Catalogue of Life.